# Erwin Lüders

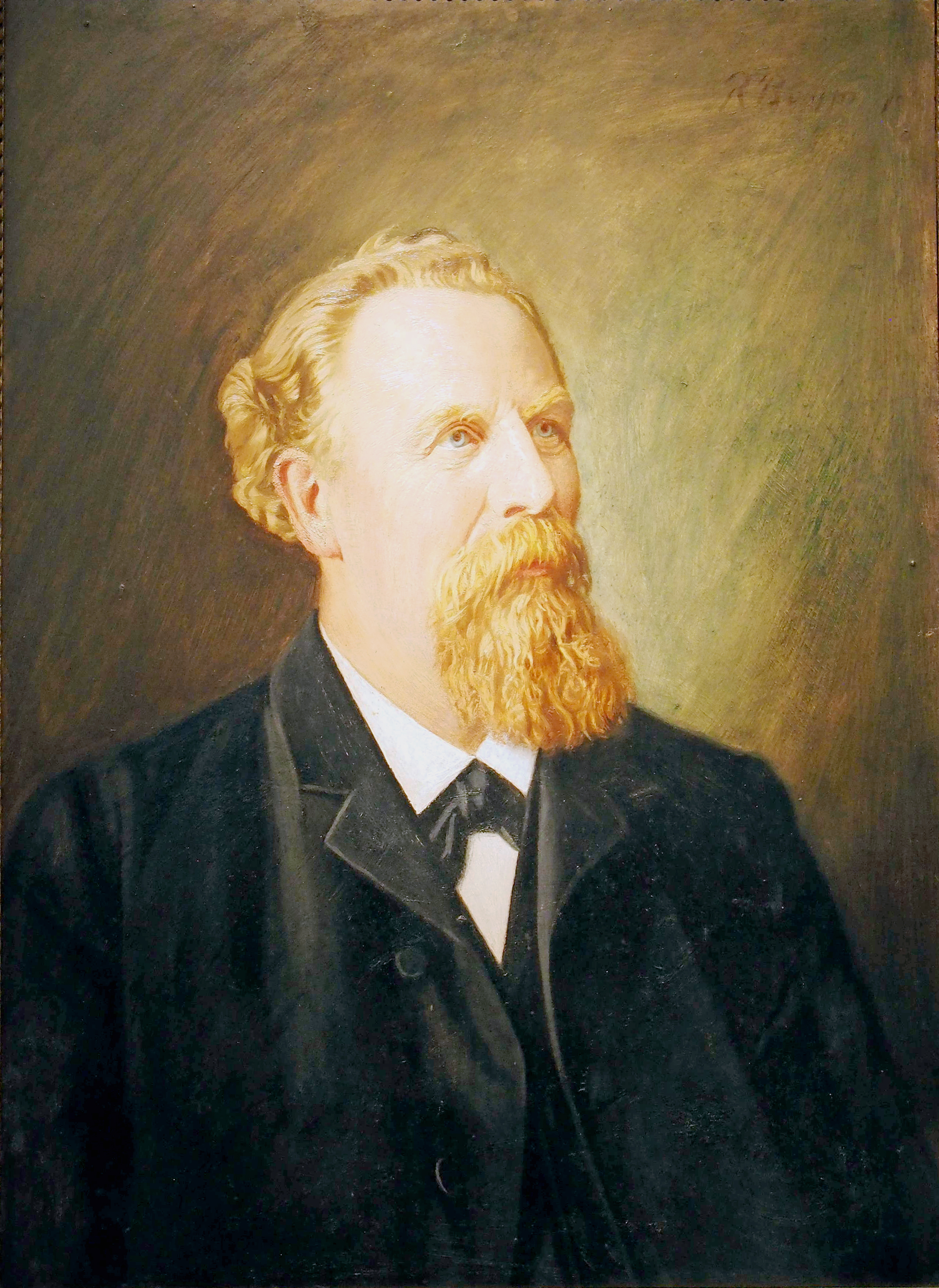
Erwin Lüders

Erwin Lüders (* 18. September 1832 in Görlitz; † 22. April 1909 ebenda) war Ingenieur und Mitglied des Deutschen Reichstags.

## Leben
Lüders besuchte von 1840 bis 1849 die Realschule in Görlitz und bis 1851 die Gewerbeschule in Zittau sowie von 1852 bis 1854 das Gewerbeinstitut in Berlin. Danach war er Techniker in Fabriken und bei Eisenbahnverwaltungen. Ab 1873 war er Vorsitzender des Verwaltungsrats der Aktiengesellschaft für Fabrikation von Eisenbahnmaterial in Görlitz und ab 1877 stellvertretender Vorsitzender des Verwaltungsrats der Märkisch-Posener Eisenbahngesellschaft. Ab 1864 war er Vorsitzender des Gewerbevereins in Görlitz von 1870 bis 1876 Stadtrat. 
Von 1876 bis 1879 und von 1899 bis 1903 war er Mitglied des Preußischen Abgeordnetenhauses und von 1878 bis 1903 war er Mitglied des Deutschen Reichstags für den Wahlkreis Liegnitz 9 (Görlitz, Lauban). Er trat unter anderem für die Nationalliberale Partei, die Deutsche Freisinnige Partei und die Freisinnige Volkspartei an.